# Georg Heinrich Claussen
Georg Heinrich Claussen (auch Claußen) (* 5. Dezember 1828 in Bremen; † 5. Mai 1912 in Bremen) war ein deutscher Kaufmann und Direktor der Sparkasse Bremen.

## Biografie
Claussen war der Sohn eines Bremer Kaufmanns. Er arbeitete für längere Zeit im Ausland, insbesondere in den USA. In Bremen wurde er 1853 Prokurist und 1854 Teilhaber der Reederei und der Importfirma seines Onkels Dietrich Albers. Die Firma trug ab 1862 den Namen Albers & Claussen.
1875 wurde er zusammen mit B. Kirchner Direktor der Sparkasse Bremen. In dieser Gründerzeit fand eine Belebung der Wirtschaft statt, die zu einem Zulauf bei der Sparkasse führte. Auf der Basis des neuen Handelsgesetzbuchs führte Claussen eine Neuorganisation der Sparkasse durch, die sich von einer Aktiengesellschaft zu einer Anstalt des öffentlichen Rechts wandelte. Er richtete zudem eine Stiftung für die Pensionen der Mitarbeiter ein, daraus wurde 1923 der Pensionsfonds.
1887 war er auch Mitbegründer und danach bis 1900 Vorsitzender des Gemeinnützigen Bremer Bauvereins, ein Vorläufer der 1929 begründeten Bausparkasse der Sparkasse in Bremen. Damit wurde in Bremen ein wegweisender Schritt in Sachen des Wohnungsbaus eingeleitet. Bis 1891 baute der Bauverein schon 300 Häuser. Der vom Verein entwickelte Haustyp war das kleine Bremer Haus. Claussen war auch im Bremer Turnverein aktiv. 1898 trat er als Vorstand der Sparkasse in den Ruhestand.